# China Cup
Der China Cup ist ein chinesisches Fußball-Einladungsturnier mit vier Mannschaften. Es wurde 2017 erstmals ausgerichtet und jährlich bis 2019 ausgetragen. Der Ausspielungsmodus basiert auf dem K.-o.-System beginnend mit einem Halbfinale sowie mit einem Finale und einem Spiel um Platz 3. Erfolgreichster Teilnehmer ist die uruguayische Nationalmannschaft mit insgesamt zwei Titeln bei zwei Teilnahmen. Sie ist auch der amtierende Titelträger.

## Geschichte
Im Sommer 2016 teilte die Wanda Group mit, dass auf ihre Initiative hin im Januar 2017 die erste Auflage des China Cups als Einladungsturnier mit vier Nationalmannschaften stattfinden werde. Es wurde zudem auf den Plan hingewiesen, die Zahl der Teilnehmerländer perspektivisch auf acht Nationen zu erhöhen.

### 2017
Die Paarungen der Debütveranstaltung standen im Dezember 2016 fest. Sie waren auf den 10. und 11. sowie den 14. und 15. Januar terminiert.
Im Auftaktspiel setzte sich Island mit 2:0 gegen den Gastgeber China durch. Im anderen Halbfinale zwischen Kroatien und Chile fiel die Entscheidung nach der regulären Spielzeit, die mit 1:1 endete. Im Elfmeterschießen triumphierten die Südamerikaner mit 4:1.
Im Spiel um Platz 3 erzielte der chinesische Einwechselspieler Wang Jingbin in der 89. Spielminute und mit seinem zweiten Ballkontakt den Ausgleich zum 1:1. Im folgenden Elfmeterschießen setzten sich die Chinesen mit 4:3 durch. Im Finale reichte Chile ein Tor in der 18. Minute, um die isländische Nationalmannschaft zu besiegen und erster Sieger des China Cups zu werden.

### 2018
Im November 2017 stand fest, welche vier Teams zwischen dem 19. und 27. März 2018 die zweite Auflage des China Cups ausspielen.
Im ersten Halbfinale feierte Wales einen 6:0-Kantersieg gegen die chinesische Fußballnationalmannschaft. In der anderen Partie verlor Tschechien mit 0:2 gegen Uruguay. Im Spiel um den dritten Platz ging China zwar mit 1:0 in Führung, am Ende gewann aber Tschechien klar mit 4:1, so dass Gastgeber China im Vergleich zur Erstauflage in der Endabrechnung einen Rang verlor.
Im Finale setzte sich Uruguay mit 1:0 gegen Wales durch.

### 2019
Bei der dritten Auflage 2019 verlor China mit 0:1 die Auftaktpartie gegen Thailand, und Uruguay setzte sich mit 3:0 gegen Usbekistan durch. Im Spiel um Platz 3 verlor China erneut mit 0:1, so dass die Platzierung des Vorjahres wiederholt wurde. Durch einen 4:0-Sieg gegen Thailand erreichte auch die Nationalmannschaft Uruguays den Rang des Vorjahres. Mit der Partie wurde Verteidiger Diego Godín zudem alleiniger Rekordnationalspieler Uruguays.

## Abschlusstabellen
| Jahr | Spielort | Sieger  | Finalist | Dritter Platz | Vierter Platz |
| ---- | -------- | ------- | -------- | ------------- | ------------- |
| 2017 | Nanning  | Chile   | Island   | China         | Kroatien      |
| 2018 | Nanning  | Uruguay | Wales    | Tschechien    | China         |
| 2019 | Nanning  | Uruguay | Thailand | Usbekistan    | China         |